# Deutsche Babcock Middle East
Deutsche Babcock Middle East (FZE) est une entreprise allemande de construction et de services d’ingénierie située dans les Émirats arabes unis; c’est la holding ou société faîtière de Babcock Borsig Service au Moyen-Orient et fait part du réseau des entreprises de Bilfinger Berger Power Services.

## Introduction
Deutsche Babcock Middle East est une société de génie dans le Golfe qui a son siège à Dubaï, Émirats arabes unis, où figure parmi les entreprises leaders dans son secteur. Deutsche Babcock Middle East a été créée en 1971 par Babcock Borsig Service 
 et depuis lors a développé dans la région du Golfe un large portefeuille de projets dans différents secteurs tels que la Construction, Maintenance, la remise à neuf / Réhabilitation et tous les services pour l’extension du cycle de vie dans l’industrie de l’Énergie, du dessalement de l'Eau, de l’industrie du pétrole et du gaz.

### Présence au Moyen-Orient
La croissance des affaires dans le Golfe a été suivie par la diversification géographique et au même temps  par l'expansion locale et internationale. La présence de Deutsche Babcock Middle East dans le Golfe Persique a désormais jeté un pont sur tous les principaux marchés locaux par des sociétés subsidiaires - filiales directes et coentreprises - dans les quatre États différents de la péninsule arabique: Émirats arabes unis, Qatar, Koweït et Arabie Saoudite.

## Organisation de la société

### Société faîtière
Deutsche Babcock Middle East (FZE), Dubai, EAU – Holding Company – Gestion de toutes les branches et les entreprises subsidiaires de Deutsche Babcock Middle East au GCC.

### Filiales
Deutsche Babcock L.L.C., Abu Dhabi, Émirats arabes unis – Société d’exploitation dans les Émirats arabes unis.  Coentreprise avec Bin Hamoodah Trading & General Services. Cette entreprise contrôle tout aussi les agences de représentance en Oman et à Bahreïn.
Babcock Borsig Service Arabia Ltd., Al Khobar, Arabie saoudite – Société d’exploitation en Arabie Saoudite.
Babcock Borsig Service Kuwait L.L.C., Shuwaikh Area - Koweït, Koweït – Société d’exploitation au Koweït.
Deutsche Babcock Al Jaber W.L.L., Doha, Qatar – Société d’exploitation au Qatar. Coentreprise avec EAU Al Jaber Group et International Projects Development Co.

## Histoire
Établie déjà en 1971, Deutsche Babcock Middle East a tiré avantage et a bien profité du marché émergent dans les Émirats arabes unis au cours des toutes les années 1970 et le conséquent boom des Pays producteurs de pétrole. Deutsche Babcock Middle East a commencé comme une Société de services de génie, spécialisée dans l'ingénierie industrielle et des travaux électromécaniques pour l’industrie et le secteur de l’énergie.
Depuis lors, Deutsche Babcock Middle East a commencé son expansion dans toute la région du Golfe.

 
En 2003 Deutsche Babcock Middle East a établi Deutsche Babcock Al Jaber, une coentreprise avec Al Jaber Group Engineering Company au Qatar, qui a marqué un jalon important et joue un rôle clé dans l'expansion de toutes les Sociétés du Group dans les GCC.
 Depuis 2005, Deutsche Babcock Middle East  est une société filiale de Bilfinger Berger Power Services et fonctionne sous son égide. Pendant le 2006 Deutsche Babcock Middle East a élargi aussi dans l’Arabie Saoudite. L'expansion dans les différents États du golfe Persique a également conduit à la création d'une société d'exploitation distincte au sein du Groupe dans les Émirats arabes unis.
Aujourd’hui Deutsche Babcock Middle East est parmi les entreprises Européennes  de génie historiquement  présentes  dans le Golfe Persique et son management a activement participé comme conférencier au  the 2011 World Future Energy Summit dans les Émirats arabes unis.

## Services
Construction, Maintenance, Remise à neuf / Réhabilitation et tous les Services pour l’extension du cycle de vie dans l’industrie de l’Énergie, du dessalement de l'Eau, de l’industrie du pétrole et du gaz.